# Quart (Andorra)
El quart és la subdivisió administrativa tradicional de les parròquies del Principat d'Andorra. Actualment, només tres parròquies estan dividides en quarts, les de la Massana, Ordino i Sant Julià de Lòria.
Els quarts existents a data d'avui són els següents:
- Ordino: quarts d'Ansalonga, la Cortinada, Llorts, Ordino i Sornàs. El quart de la Cortinada inclou el poble veí d'Arans[3][6][7] i el quart d'Ordino el de Segudet.[8]
- La Massana: quarts de l'Aldosa, Anyós, Arinsal, Erts, la Massana, Pal, Sispony i un Quart Mitger.[9][10]
- Sant Julià de Lòria: quarts de Dalt, de Baix, Aixirivall, Auvinyà, Bixessarri, Fontaneda i Nagol.[11] El quart de Nagol comprèn Certers[9] i Llumeneres.

El 1935, la parròquia d'Andorra la Vella fou dividida en dos quarts, el quart d'Andorra la Vella, que incloïa el poble de Santa Coloma d'Andorra i la Margineda, i el quart de les Escaldes-Engordany, que comprenia, a més dels pobles de les Escaldes i d'Engordany, els antics llocs d'Engolasters i dels Vilars d'Engordany. El 14 de juny del 1978, aquest darrer es va constituir en la parròquia d'Escaldes-Engordany, la setena del Principat.
La parròquia de Canillo està dividida en veïnats, una subdivisió administrativa equivalent al quart.
Els quarts poden constituir un òrgan de govern amb certes competències anomenat Consell del quart. El càrrec polític que encapçala el quart és el llevador o manador.
L'existència dels quarts està recollida a la Constitució d'Andorra, que remet a la legislació ordinària la determinació de les competències que han de tenir els quarts. Les competències dels diferents quarts varien en funció de la parròquia. D'acord amb el previst pel Codi de l'Administració del 1989, els quarts formen part de l'Administració pública andorrana.